# Яковлева, Зоя Юлиановна
Зоя Юлиановна Яковлева (урожденная Рущиц; 1862—1908) — русская писательница конца XIX века.

## Биография
Зоя Рущиц родилась в 1862 году и уже в юношестве стала пробовать свои силы на литературном поприще.
Публиковала свои произведения в «Живописном обозрении стран света», «Звезде», «Севере», «Ниве» и других периодических печатных изданиях Российской империи. 
В 1899 году в городе Санкт-Петербурге некоторые повести и рассказы писательницы были изданы отдельной книгой. Из драматических произведений З. Ю. Яковлевой драма «Поздно» ставилась на сценах Императорских театров.
Зоя Юлиановна Яковлева скончалась в 1908 году.